# New York City Department of Parks and Recreation
El New York City Department of Parks and Recreation és el departament municipal de la ciutat de New York encarregat del manteniment dels espais verds de la ciutat. L'organisme té igualment per vocació mantenir la diversitat ecològica, i establir espais de lleure públics disponibles per als habitants de la ciutat. La superfície total d'espais mantinguts per l'organisme és de 113 km², repartits entre 1700 parcs, terrenys de joc, i lleure als cinc boroughs. El major parc administrat pel New York City Department of Parks and Recreation és el Pelham Bay Park, situat al nord del Bronx (d'una superfície d'11 km²) però Central Park, el Prospect Park o fins i tot  Flushing Meadows en depenen igualment.

## Galeria de fotos

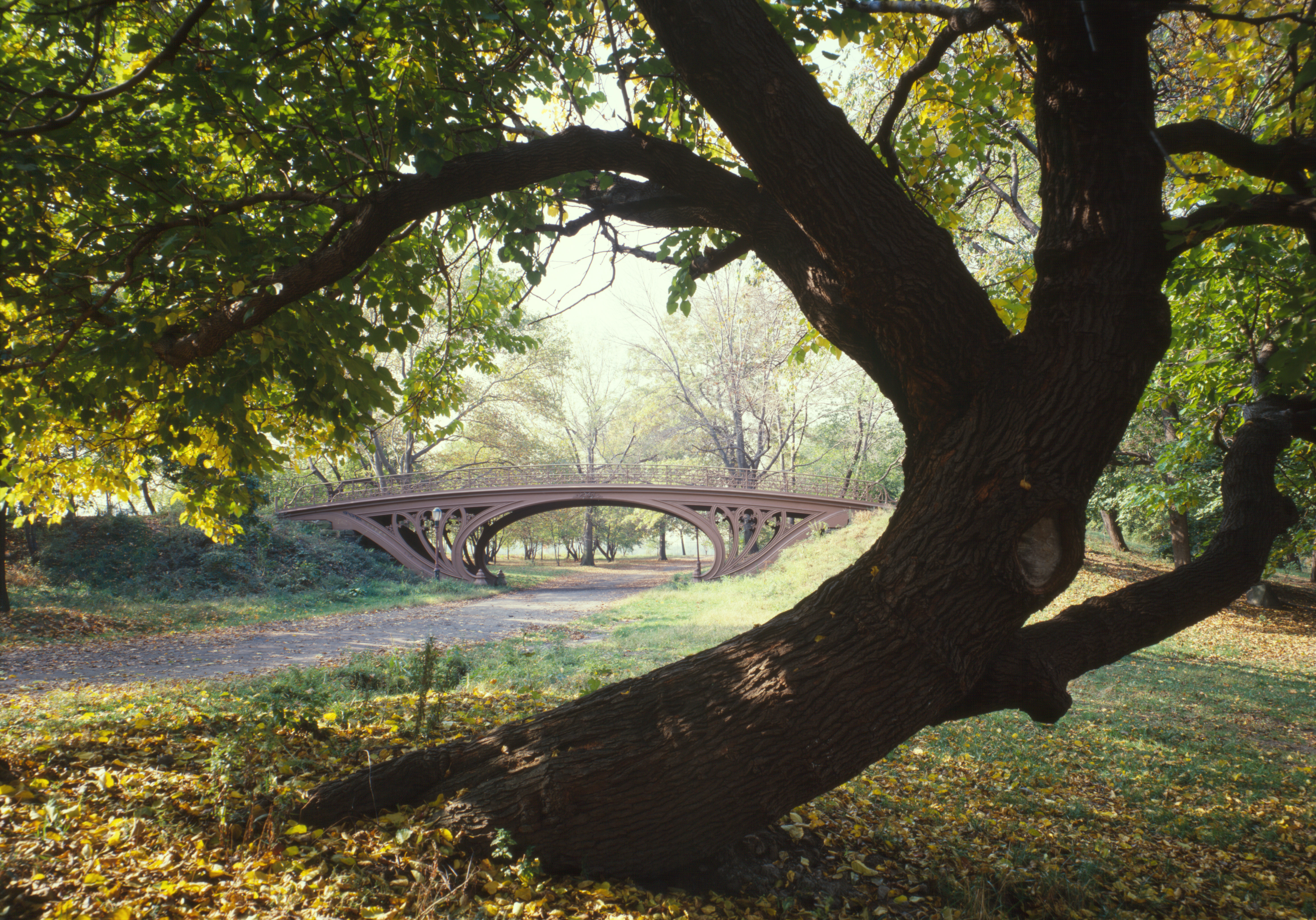
Central Park
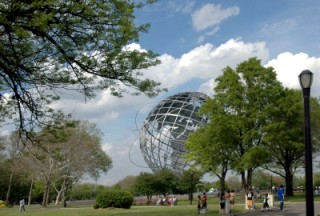
Flushing Meadows–Corona Park
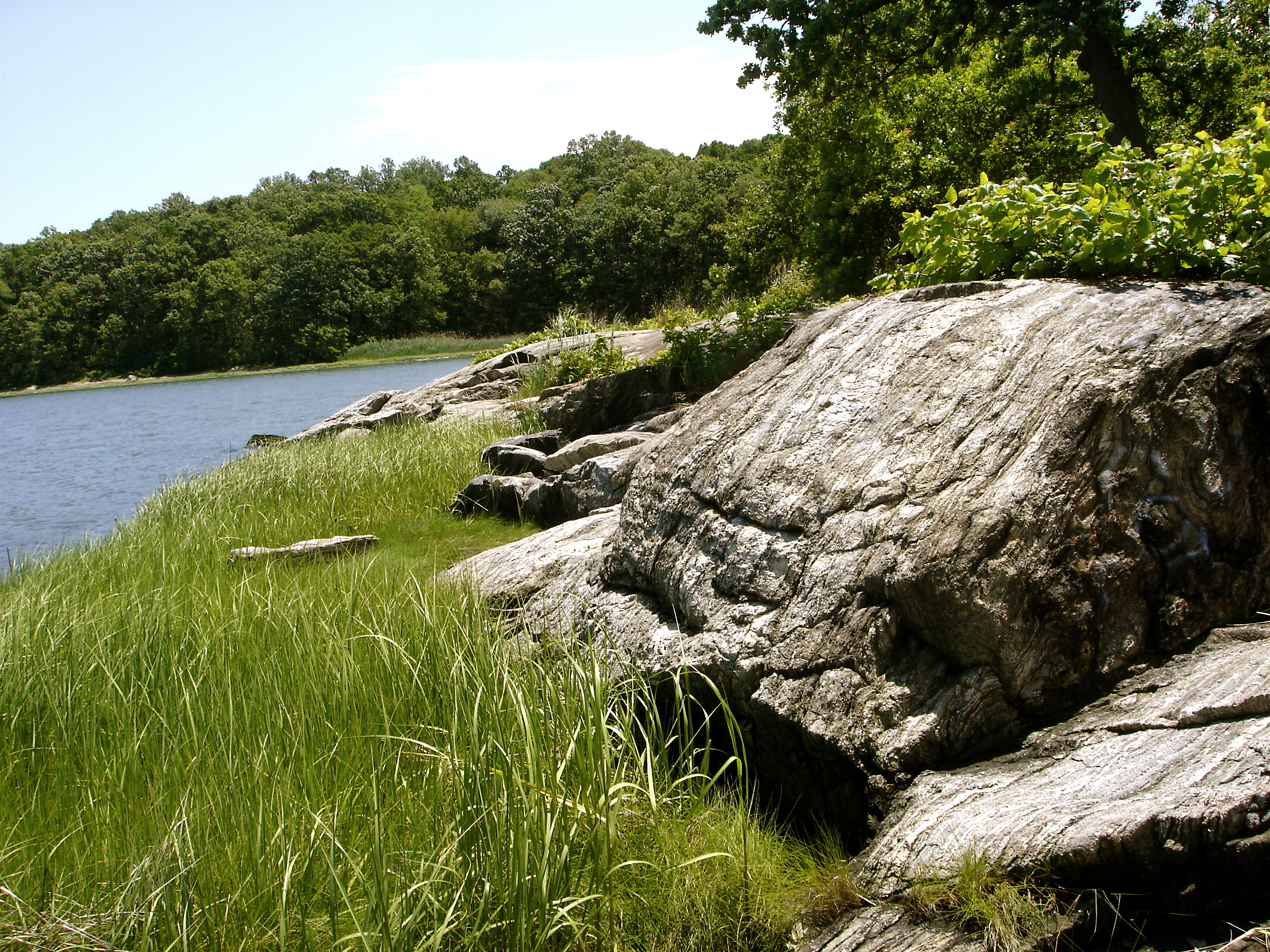
Pelham Bay Park
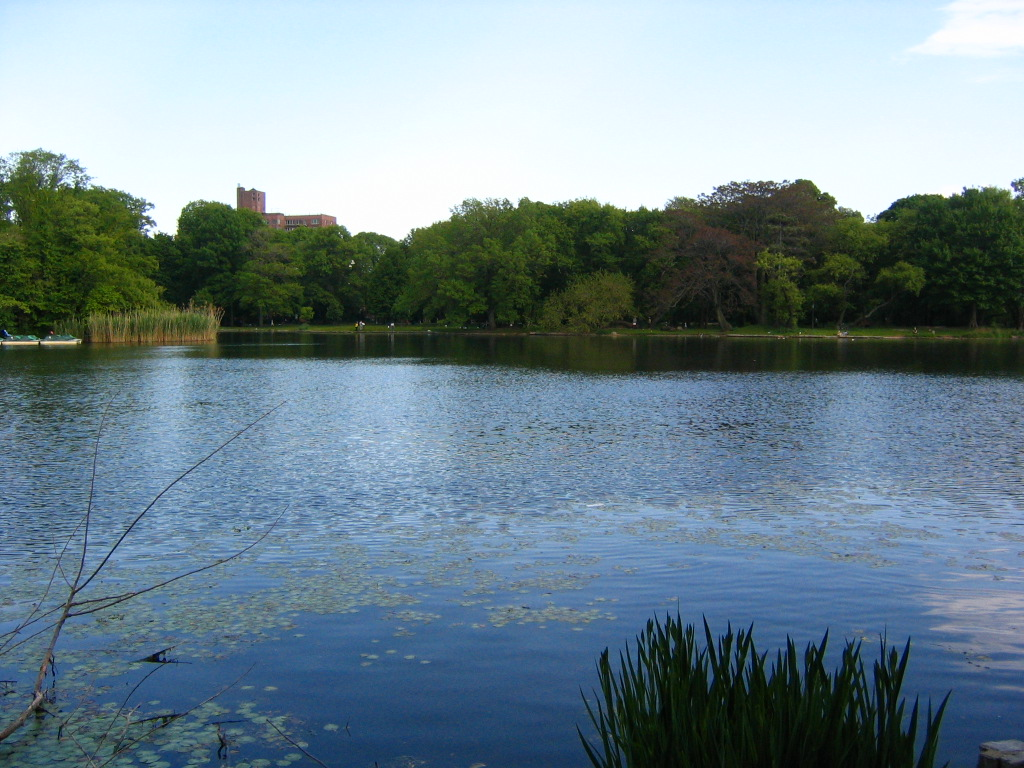
Prospect Park
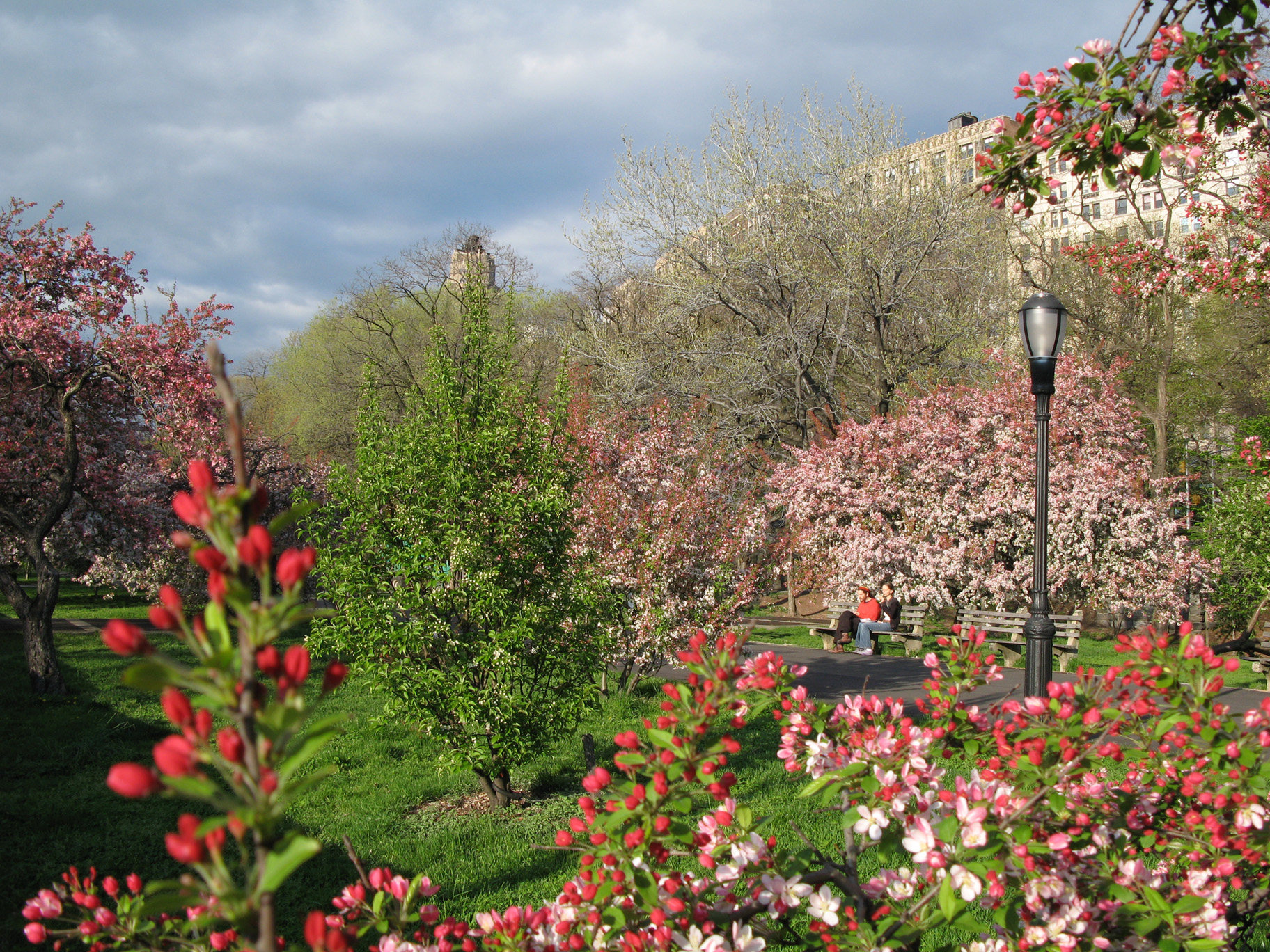
Riverside Park
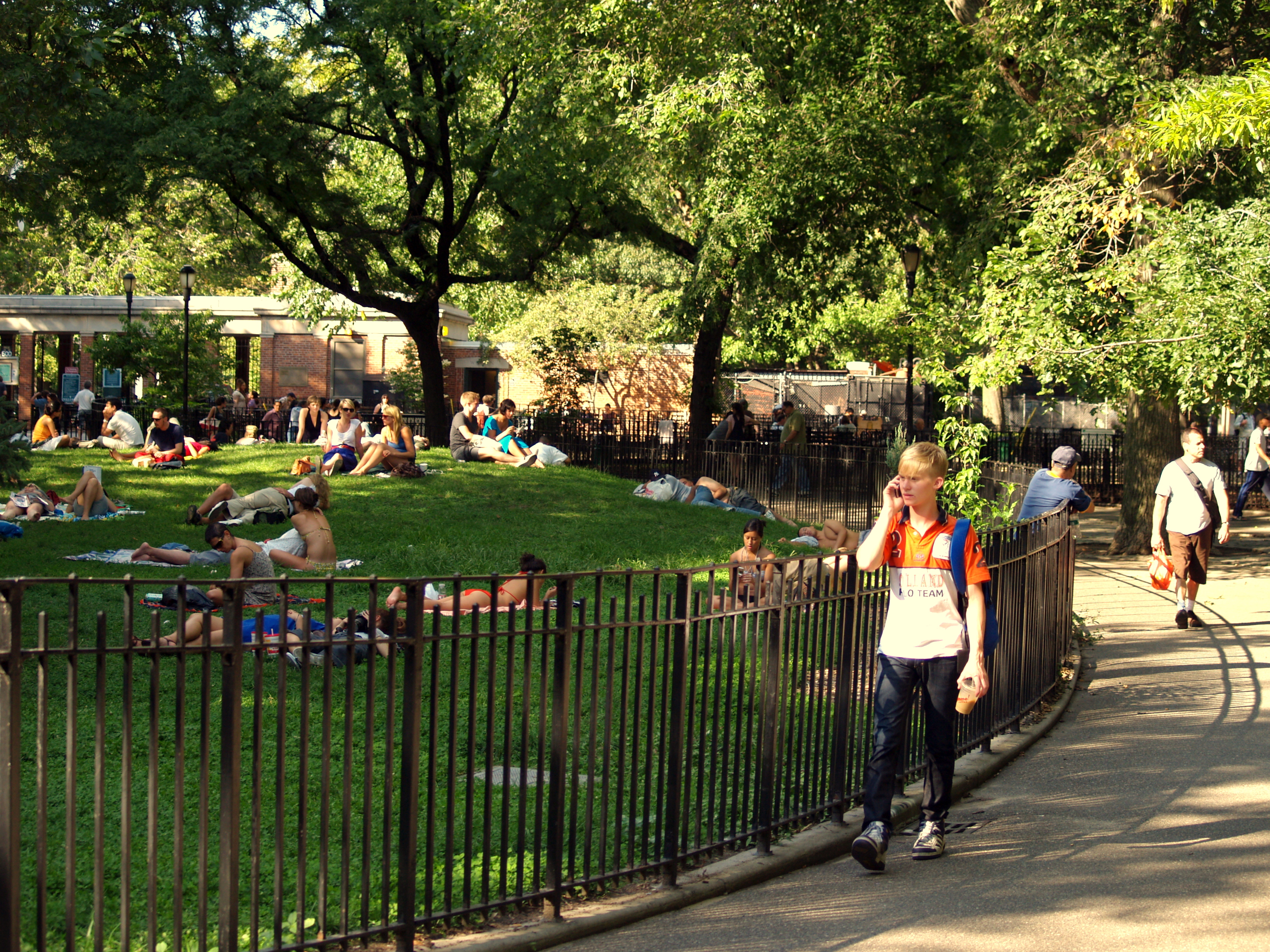
Tompkins Square Park
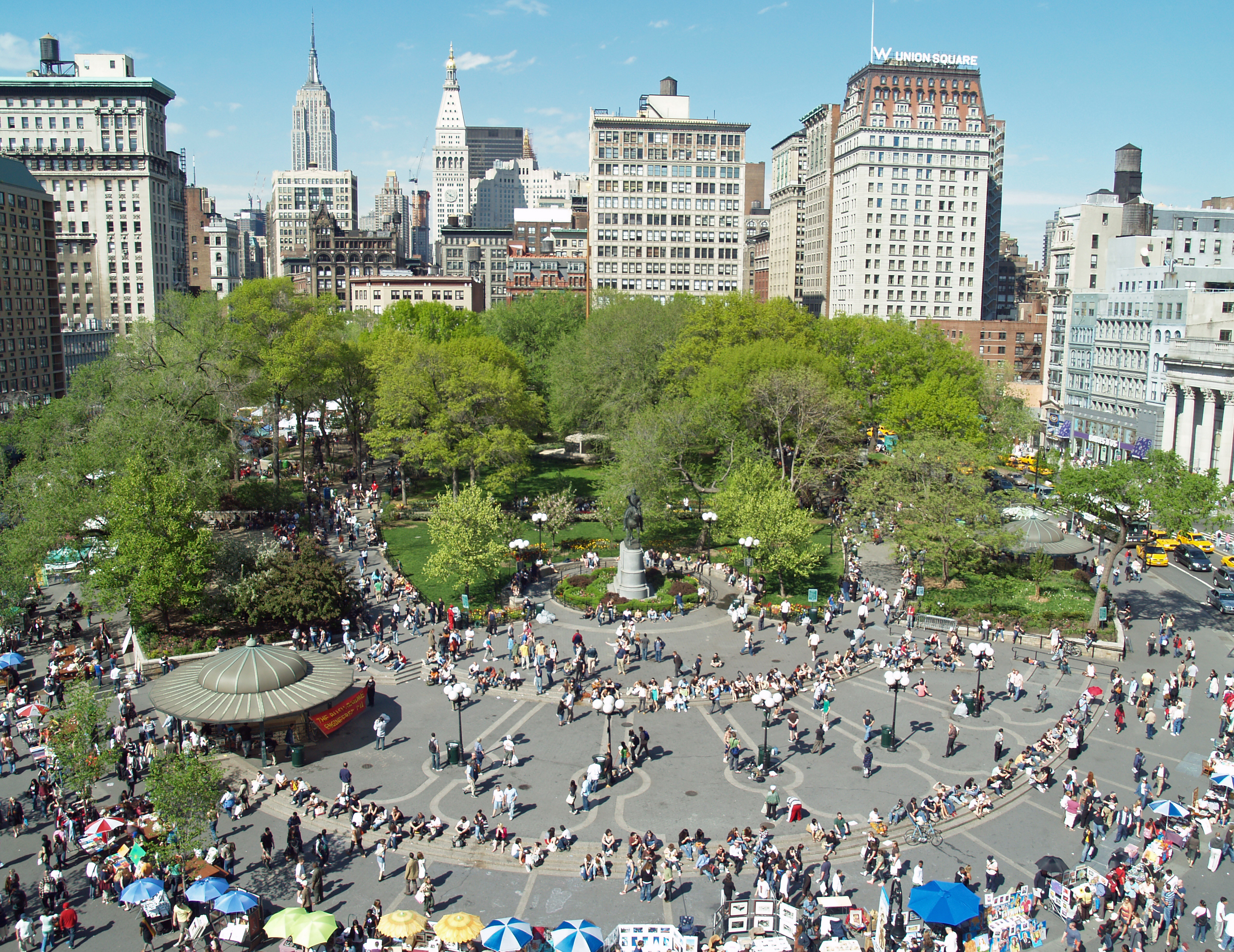
Van Cortlandt Park
Washington Square Park